# نواة متجانسة
النواة المتجانسة هي اساس معمارية بعض نظم التشغيل حيث يعمل نظام التشغيل بأكمله في وضع يسمى مساحة النواة Kernel space وفرديا في وضع المشرف. اسلوب بناء ومعمارية النواة المتجانسة يختلف عن معمارية نظم العمليات الأخرى (مثل نواة الميكرو) microkernel architecture , بانها وحدها تعرف الواجهات الافتراضية ذات المستوى الاعلى (high-level virtual interface) على عتاد الحاسب (computer hardware)

بناء النواة المتجانسه, والنواة الميكرو ووالنواه الهجين المبني عليها نظم العمليات

## النواة المتجانسة كوحدات تحميل
وحدات نظم التشغيل مثل أو اس 9 (OS-9) ومعظم نظم التشغيل ذات النواة المتجانسه الأخرى مثل يمكن تحميلها موديلاتها (وحداتها) التنفيذيه ديناميكيا اثناء وقت النشغيل (Runtime)

## امثله على معمارية النواة المتجانسة
- نظام العمليات يونكس Unix kernels
  - نظام العمليات بي اس دي BSD
    - نظام العمليات بي اس دي الحرة FreeBSD
    - نظام العمليات بي اس دي NetBSD
    - نظام العمليات بي اس دي المفتوحة OpenBSD
    - نظام ميرو او اس بي اس دي MirOS BSD
    - نظام العمليات او اس صن SunOS

  - نظام العمليات ينكس في UNIX System V
    - نظام العمليات اي بي ام \ ايه اي اكس IBM AIX (operating system)
    - نظام العمليات اتش بي HP-UX
    - نظام العمليات أوراكل / سولاريس Solaris (operating system)
      - نظام العمليات سولاريس المفتوح OpenSolaris / نظام العمليات ايلوموس illumos
- نظام العمليات مشابهات ينكس Unix-like
  - نظام العمليات جنو/لينكس
- دوس DOS
  - دي اَر دوس DR-DOS
  - ام اس دوس MS-DOS
    - نظام عمليات ميكروسوفت ويندوز 9 اكس بدا من 95 إلى ملنيوم Microsoft Windows 9x series (Windows 95|95, Windows 98, Windows 98SE, Windows Me)

  - فري دوس FreeDOS
- في ام اس المفتوح OpenVMS
- اكس تي اس 400 XTS-400
- z/TPF